# هادي تاميني
هادي تاميني (بالفارسية: هادی تامینی)؛ ( 23 أغسطس 1981) لاعب كرة قدم إيراني يلعب في صفوف نادي سبيدرود رشت، ولكن أمضى سنواته الذهبية مع نادي ملوان.

## الإنجازات
- دوري المحترفين الإيراني
  - الفائز: 1
    - 2011- 12
- كأس حذفي
  - الوصيف: 1
    - 2013- 14